# Palais Erzherzog Rainer

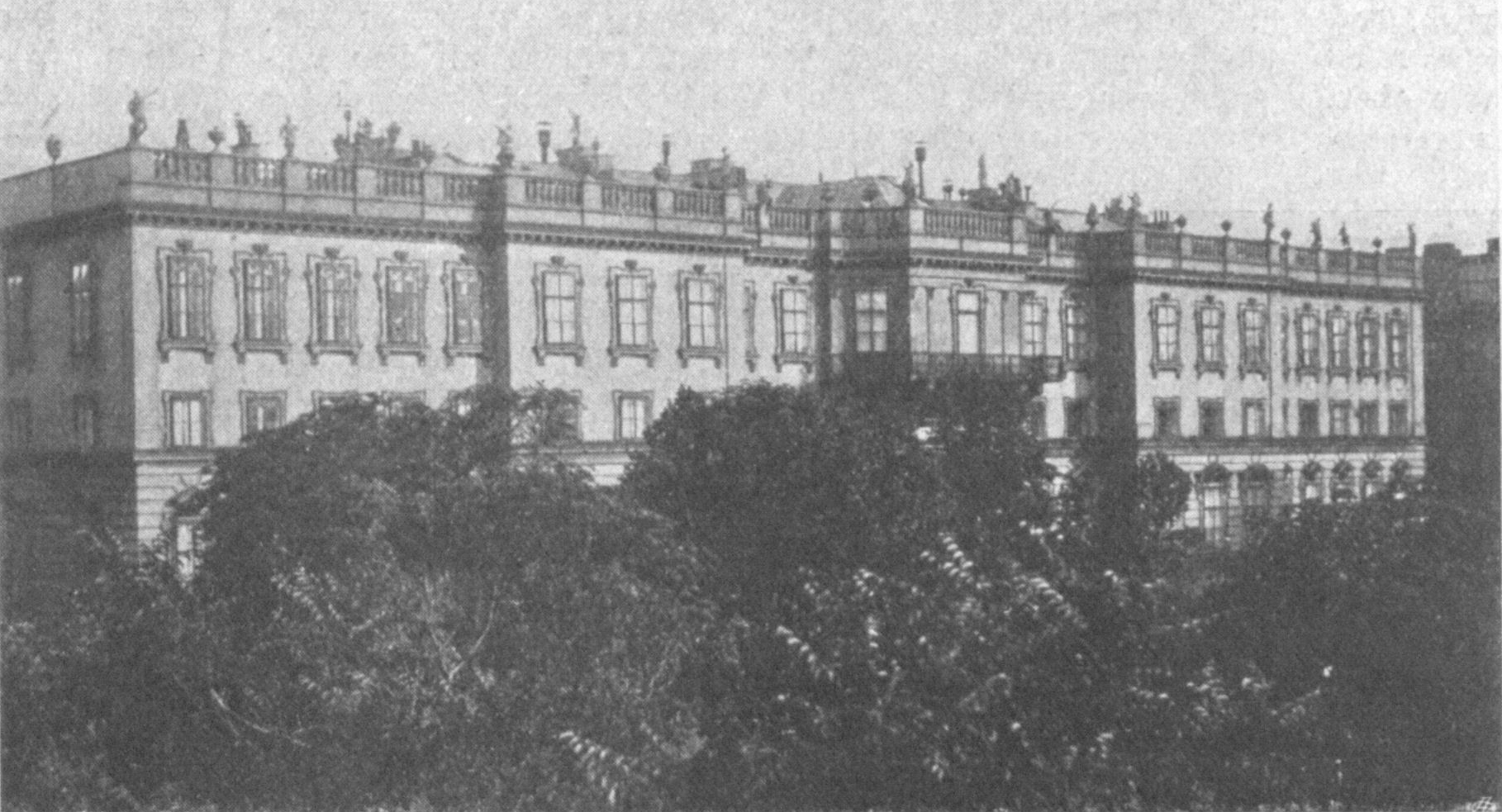
Ansicht um 1915

Das Palais Erzherzog Rainer (auch: Palais Rainer) war ein ursprünglich 1710/11 erbautes und 1957/58 abgerissenes Gebäude in Wien. Es befand sich auf der Wieden im 4. Wiener Gemeindebezirk und wurde von der Wiedner Hauptstraße (Nr. 63), Schönburggasse (Nr. 1) und Rainergasse (Nr. 18) umgrenzt.

## Geschichte

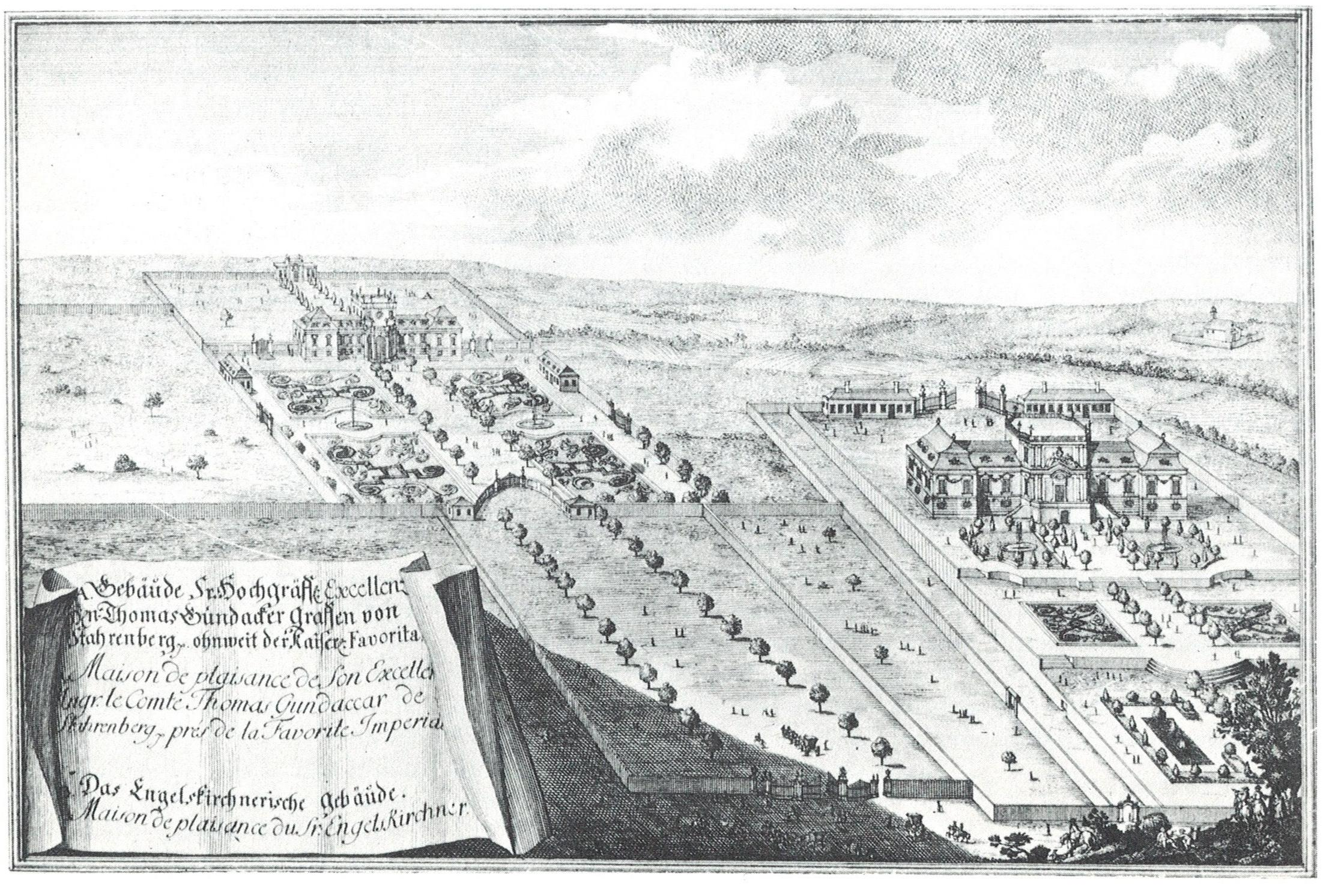
Das Palais Engelskirchner (auf der rechten Seite), nach einem Stich von Joseph Emanuel Fischer von Erlach (1720)

Der ursprüngliche Baukern bestand aus dem „Engelskirchner Palais“, das 1710/11 als Landsitz für den Kaufmann Leopold von Engelskirchen errichtet wurde und innerhalb einer großen, aus drei Terrassen bestehenden, Parkanlage lag. Die dekorative Ausgestaltung stammte von Antonio Beduzzi, die skulpturale Ausgestaltung mit 12 Attikafiguren für Gebäude und Garten erfolgte nach Beduzzis Entwürfen durch den italienischen Bildhauer Lorenzo Mattielli.
Der Leibarzt Kaiser Karls VI., Pius Nikolaus Garelli, wurde 1724 Eigentümer. Seine Tochter Maria Anna von Hallweil verkaufte das Palais nach 1739 an die kaiserliche Familie. Im Jahre 1832, als sich das Palais im Besitz von Johann Heinrich Freiherr von Geymüller befand, war es das erste mit Gas beleuchtete private Haus Wiens. Nach vielfachen Eigentümerwechseln erwarb Erzherzog Rainer 1854 die Liegenschaft und wohnte dort bis zu seinem Tod im Jahre 1913. Er war auch der Namensgeber für das Palais.
Martin Breslauer entdeckte 1929 die 6000 Bände umfassende Privatbibliothek von Marie Louise, der Frau Napoleon Bonapartes, im Palais.
Im Zweiten Weltkrieg wurde das Gebäude beschädigt und nach 1945 von der sowjetischen Besatzungsmacht genutzt. Unter Denkmalschutz stand nur das zum Areal gehörige Gebäude der Winterreitschule an der Wiedner Hauptstraße, dem Palais selbst  war wegen der Umbauten im 19. Jahrhundert keine Denkmalwürdigkeit zuerkannt worden. Dem damals einflussreichen Gummikonzern Semperit gelang es aber, sich über die Bedenken des Bundesdenkmalamtes auch bezüglich der Winterreitschule im Rekursweg ans Ministerium hinweg zu setzen und das gesamte Grundstück mit einer vom Architekten Georg Lippert (einem damals bekannten „Palaisverwerter“) geplanten Hochhauszentrale zu verbauen. Nach dem Niedergang des Konzerns wurde der Gebäudekomplex Sitz der österreichischen Bundeswirtschaftskammer, heute Wirtschaftskammer Österreich genannt.